# 海南航空

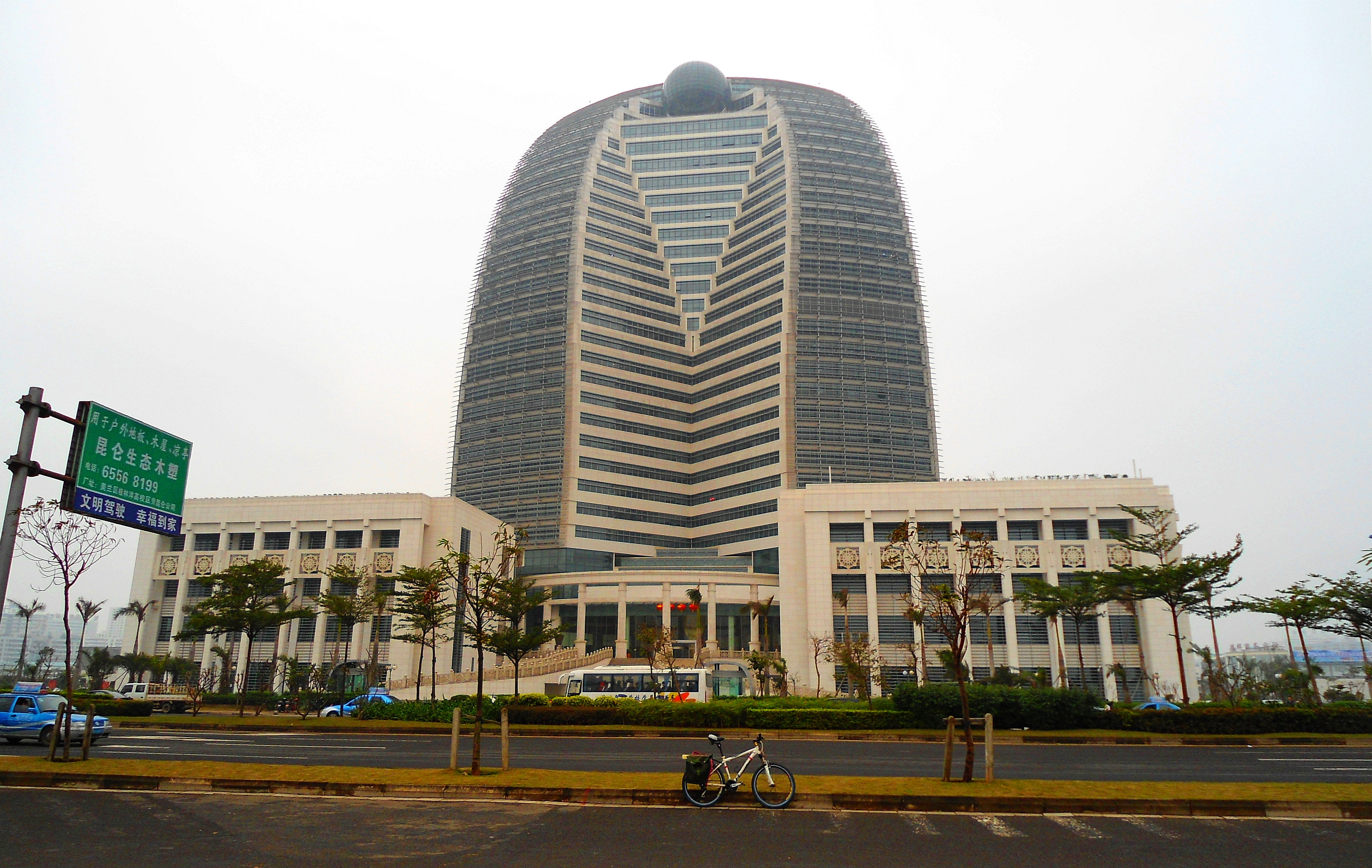
海南航空本社

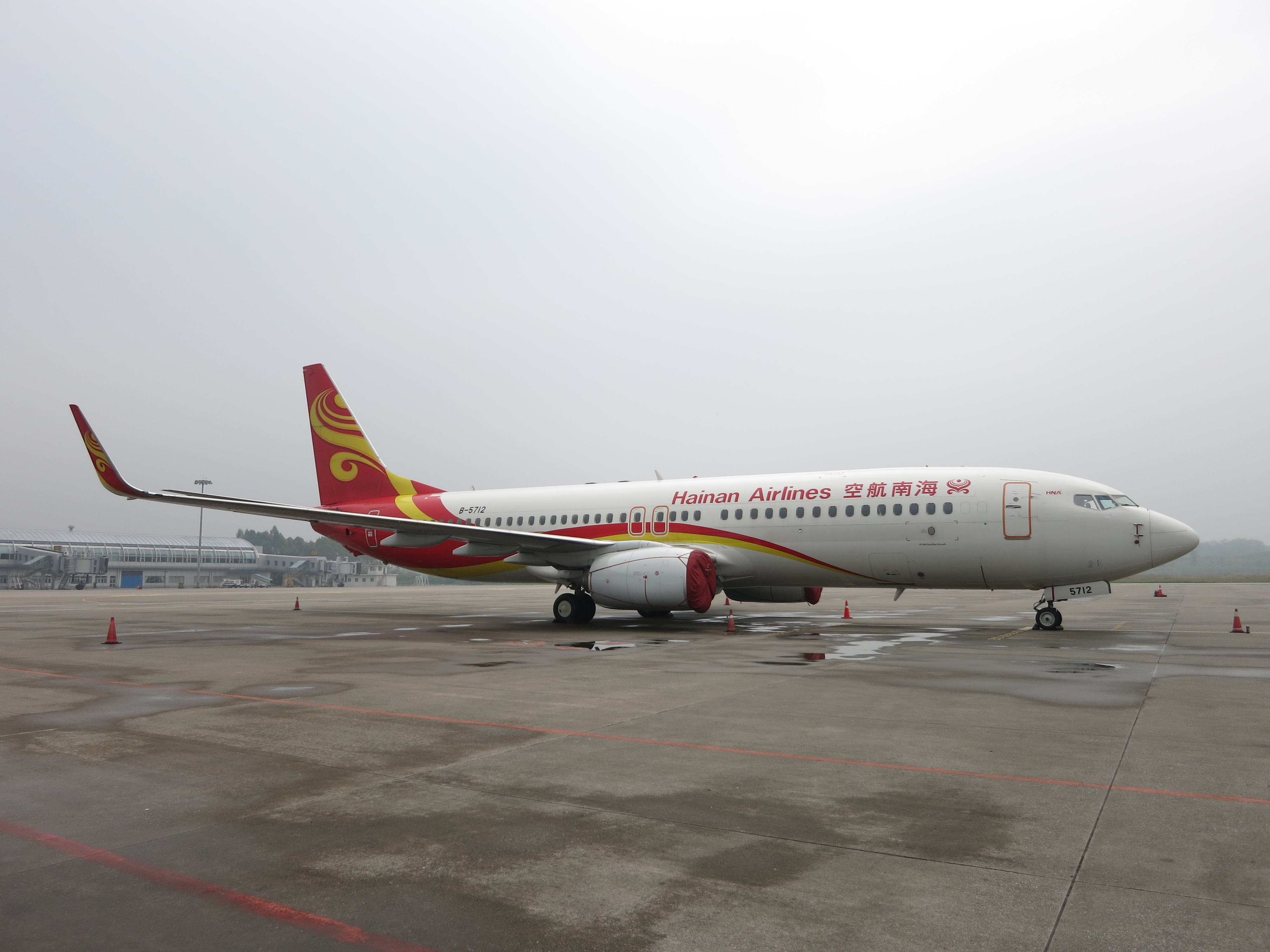
ボーイングB737-800型機

海南航空（かいなんこうくう）は、中国の航空会社。正式名称は海南航空股份公司 (HAINAN AIRLINES CO.,LTD.) で、略称は、海航。海南省海口市の海口美蘭国際空港を本拠地としている。保有機数では中国で第4位の航空会社。遼寧方大集団工業の傘下で、子会社に香港航空、北京首都航空、天津航空などがある。
イギリス・スカイトラックス社による航空会社の格付けで、実質最高評価の「ザ・ワールド・ファイブ・スター・エアラインズ（The World's 5-Star Airlines）」の認定を得ている。

## 沿革
海南航空 社歴
- 1989年 : 海南航空の前身である海南省航空公司が設立。
- 1993年1月 : 海南省航空公司を株式会社化。公式ホームページによると同年を会社の成立としている。
- 1993年5月2日 : 海口 - 北京/首都線が就航開始し、正式に営業開始。資本金は7億3,000万元。
- 1996年11月12日 : 海南航空股份有限公司と改称。
- 1997年6月 : 上海証券取引所（B株）に上場。
- 1997年9月8日 : 山東航空、四川航空、深圳航空、武漢航空、中原航空とともに、新星航空聯盟を設立。
- 1999年11月 : 上海証券取引所（A株）に上場。
- 2000年8月30日 : 長安航空の株の86%を取得し、事実上子会社化。
- 2001年7月7日 : 経営難に陥っていた山西航空に経済援助を実施し、傘下会社化。
- 2001年：初ワイドボディ機ボーイング767受領。
- 2004年：初国際線、北京 - ブダペスト線就航。
- 2007年：初エアバス機A330受領。
- 2009年：中国本土でスカイトラックス社、初四ツ星評価獲得
- 2011年：スカイトラックス社、五ツ星評価獲得
- 2016年1月6日：国際的領有権係争のある南シナ海スプラトリー諸島向け海口国際空港よりボーイング737-800を中国南方航空機とともに運航し、約2時間飛行後ファイアリー・クロス礁の飛行場へ着陸し、試験飛行を行った[3]。
- 2016年7月13日：前日に裁定された国際仲裁法廷のオランダ・ハーグにある常設仲裁裁判所の判断に反発し、中国政府に徴用されたボーイング737-800を海口国際空港より南シナ海スプラトリー諸島向け運航し、約2時間飛行後、スビ礁の飛行場へ着陸し、試験飛行をCCTVが中継して、民間利用による領有権を主張した[4]。
- 2017年1月16日:キルギスの首都ビシケクの空港近くで、グループ会社 (ACT航空) の貨物機、香港発ビシケク行きの「ボーイング747－400」型機が墜落した[5]。
- 2018年7月8日：南仏プロバンス地方のボニュー村にて、創業者であり当時海南航空や天津航空を傘下に置く、海航集団の王健（ワン・ジエン）董事長（会長）が転落事故により死亡[6]。以前から過剰投資により債務不履行が多発していたが、会長死亡以降、銀行からの資金調達も困難になり[7]、エアバスは発注機支払い遅延を理由に、海航集団（HNAグループ）への機材の納入を中止していると報じられ[8]、株式、不動産などの資産売却を進めているが会社身売りの噂が出る状況になっている[9]。
- 2020年2月21日：海南省政府は、COVID-19流行の影響で海航集団が債務を返済できなくなったことを受け、政府管理下に置く事実上の破綻になった[10]。
- 2020年5月3日 : 北京首都国際空港発着で運航する中国国内線をターミナル1からターミナル2に移転[11]。
- 2021年1月29日：海航集団は経営破綻したと発表した。運航は継続するとしている[12][13]。
- 2021年10月1日：イギリスの航空サービス格付け会社「スカイトラックス(Skytrax)」が発表した格付けサービスで、海南航空が9位となった[14]。
- 2021年12月8日：海航集団は、航空事業を遼寧方大集団工業（英語版）に約7,300億円で譲渡したことを発表した[15]。

## 日本との関係

### 日本への運航路線
| 便名        | 路線      | 路線        | 機材                                   | 備考                          |
| ----------- | --------- | ----------- | -------------------------------------- | ----------------------------- |
| HU7919/7920 | 北京/首都 | 東京/羽田   | ボーイング737-800                      |                               |
| HU439/440   | 北京/首都 | 東京/成田   | - ボーイング737-800 - エアバスA330-300 |                               |
| HU473/474   | 北京/首都 | 大阪/関西   | - ボーイング737-800 - エアバスA330-300 |                               |
| HU791/792   | 海口      | 東京/成田   | ボーイング737-800                      |                               |
| HU771/772   | 海口      | 大阪/関西   | ボーイング737-800                      |                               |
| HU7927/7928 | 西安      | 東京/成田   | ボーイング737-800                      |                               |
| HU485/486   | 西安      | 札幌/新千歳 | ボーイング737-800                      |                               |
| HU425/426   | 西安      | 大阪/関西   | ボーイング737-800                      | 2025年7月20日より運航再開予定 |
| HU401/402   | 重慶      | 大阪/関西   | ボーイング737-800                      |                               |

### 日本との歴史
- 2004年9月16日、海口-大阪/関西線が日本航空とのコードシェア便として就航。
- 2007年3月25日、関西-北京/首都線に就航。
- 2011年07月28日、那覇-北京線に就航。
- 2015年12月23日より、東京/成田-西安線に週3便で就航。
- 2015年12月24日より、東京/羽田-北京線に週3便で就航。
- 2017年1月23日から、新千歳-杭州、長沙線に就航。
- 2017年9月5日をもって、新千歳-長沙線を運休。
- 2019年2月2日から、関西-深圳線に就航。
- 2019年2月28日、関西-海口線に新規就航。
- 2019年7月1日、関西-西安線に就航。
- 2019年10月29日から、関西-北京線に就航。
- 2019年11月25日から、関西-連雲港-蘭州線に就航。
- 2023年4月29日から、大阪/関西-北京線を週2便で再開。
- 2023年5月1日から、成田-北京線を週4便で再開。
- 2023年12月25日から、新千歳-杭州線の運航を再開。
- 2024年9月1日から、東京/羽田-北京/首都線を再開。
- 2024年12月27日より、札幌/新千歳-西安線を開設[16]。
- 2025年1月7日より、関西-深圳線に就航。
- 2025年2月3日より、成田-海口線を新規就航。
- 2025年3月30日から、関西-重慶/江北線を、4月1日から海口線を運航[17]。
- 2025年7月20日より、大阪/関西-西安線を再開予定。

## 保有機材

### 運航機材
| 機材                | 運用数 | 発注数 | 座席数 | 座席数 | 座席数 | 座席数 | 備考 |
| 機材                | 運用数 | 発注数 | C      | W      | Y      | 計     | 備考 |
| ------------------- | ------ | ------ | ------ | ------ | ------ | ------ | ---- |
| エアバスA320neo     | 8      | -      | 4      | -      | 168    | 172    |      |
| エアバスA320neo     | 8      | -      | 8      | -      | 156    | 164    |      |
| エアバスA321neo     | 1      | -      | 8      | -      | 196    | 204    |      |
| エアバスA330-200    | 7      | -      | 36     | -      | 178    | 214    |      |
| エアバスA330-200    | 7      | -      | 18     | -      | 242    | 260    |      |
| エアバスA330-300    | 22     | -      | 32     | -      | 260    | 292    |      |
| エアバスA330-300    | 22     | -      | 24     | -      | 279    | 303    |      |
| ボーイング737-800   | 129    | -      | 8      | -      | 156    | 164    |      |
| ボーイング737-800   | 129    | -      | 8      | -      | 162    | 170    |      |
| ボーイング737-800   | 129    | -      | -      | -      | 186    | 186    |      |
| ボーイング737-800   | 129    | -      | -      | -      | 189    | 189    |      |
| ボーイング737-8 MAX | 20     | 30     | 8      | -      | 168    | 176    |      |
| ボーイング737-8 MAX | 20     | 30     | -      | -      | 189    | 189    |      |
| ボーイング787-8     | 10     | -      | 36     | -      | 177    | 213    |      |
| ボーイング787-9     | 28     | -      | 30     | -      | 259    | 289    |      |
| ボーイング787-9     | 28     | -      | 30     | -      | 262    | 292    |      |
| ボーイング787-9     | 28     | -      | 26     | 21     | 247    | 294    |      |
| COMAC C909          | -      | 40     | 未定   | 未定   | 未定   | 未定   |      |
| COMAC C919          | -      | 60     | 未定   | 未定   | 未定   | 未定   |      |
| 計                  | 225    | 130    |        |        |        |        |      |

同社が自社発注したボーイング社製旅客機の顧客番号（カスタマーコード）は4Pで、航空機の形式名は737-44P、737-84P、などとなる。

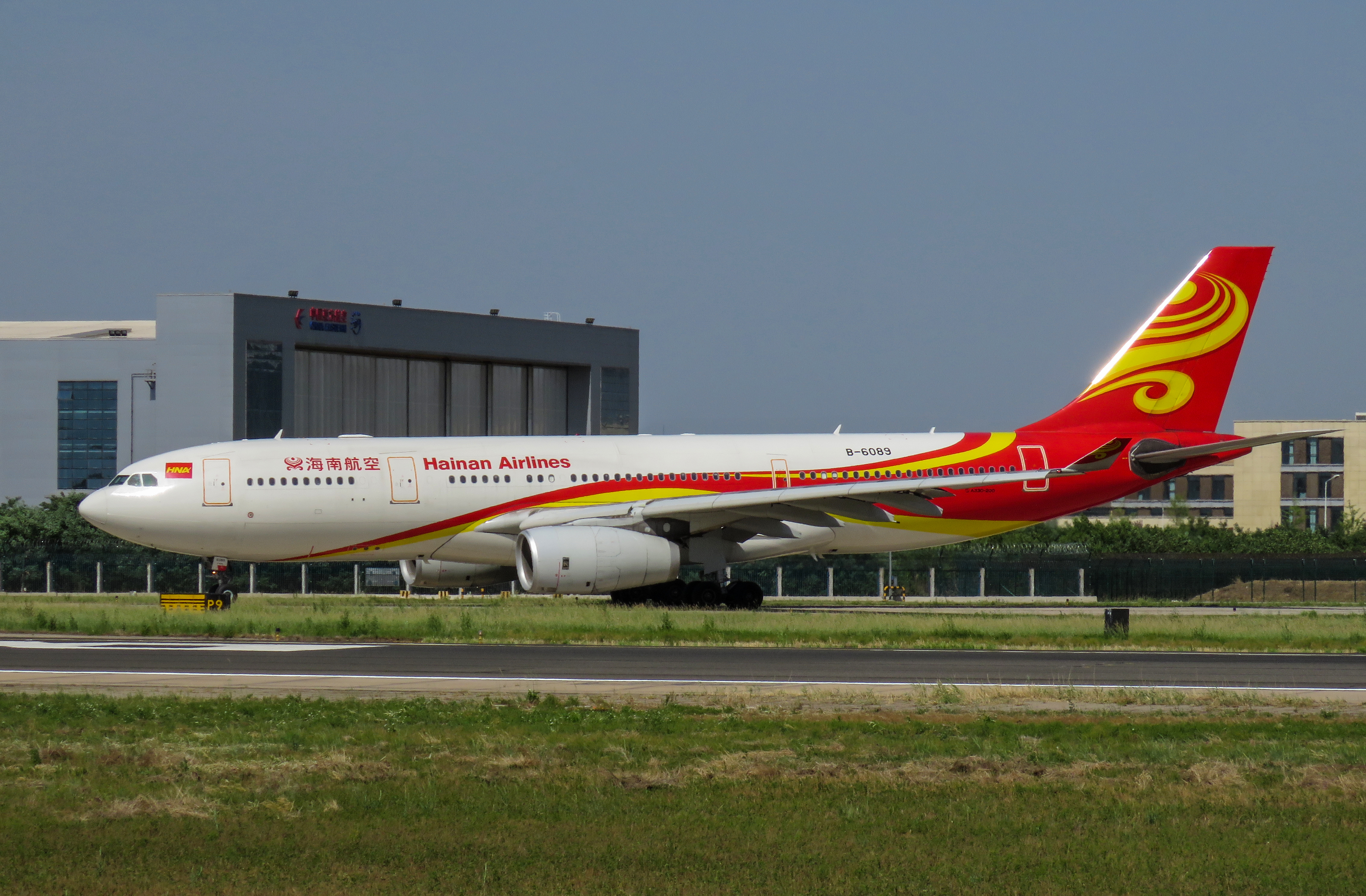
エアバスA330-200
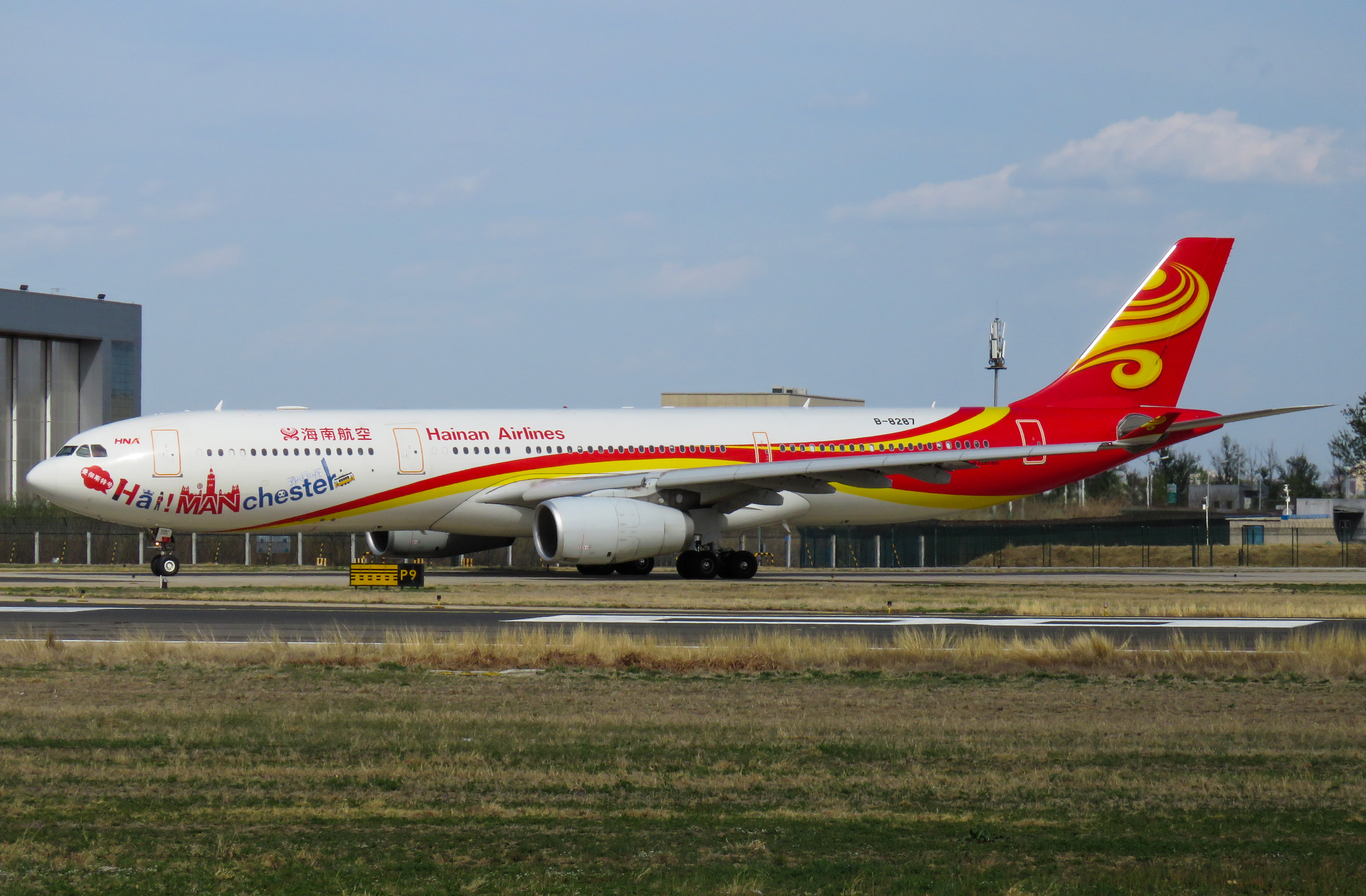
エアバスA330-300
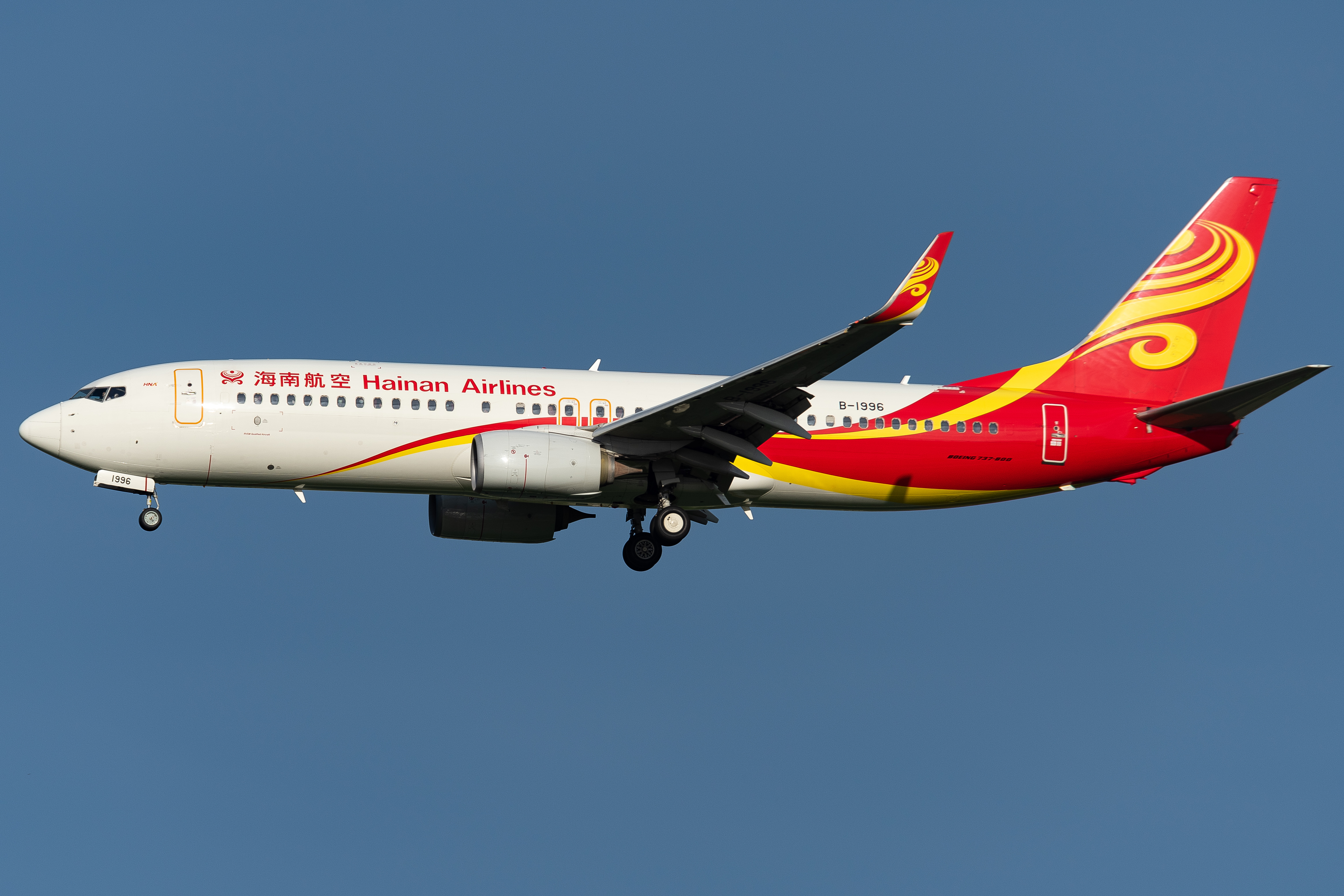
ボーイング737-800
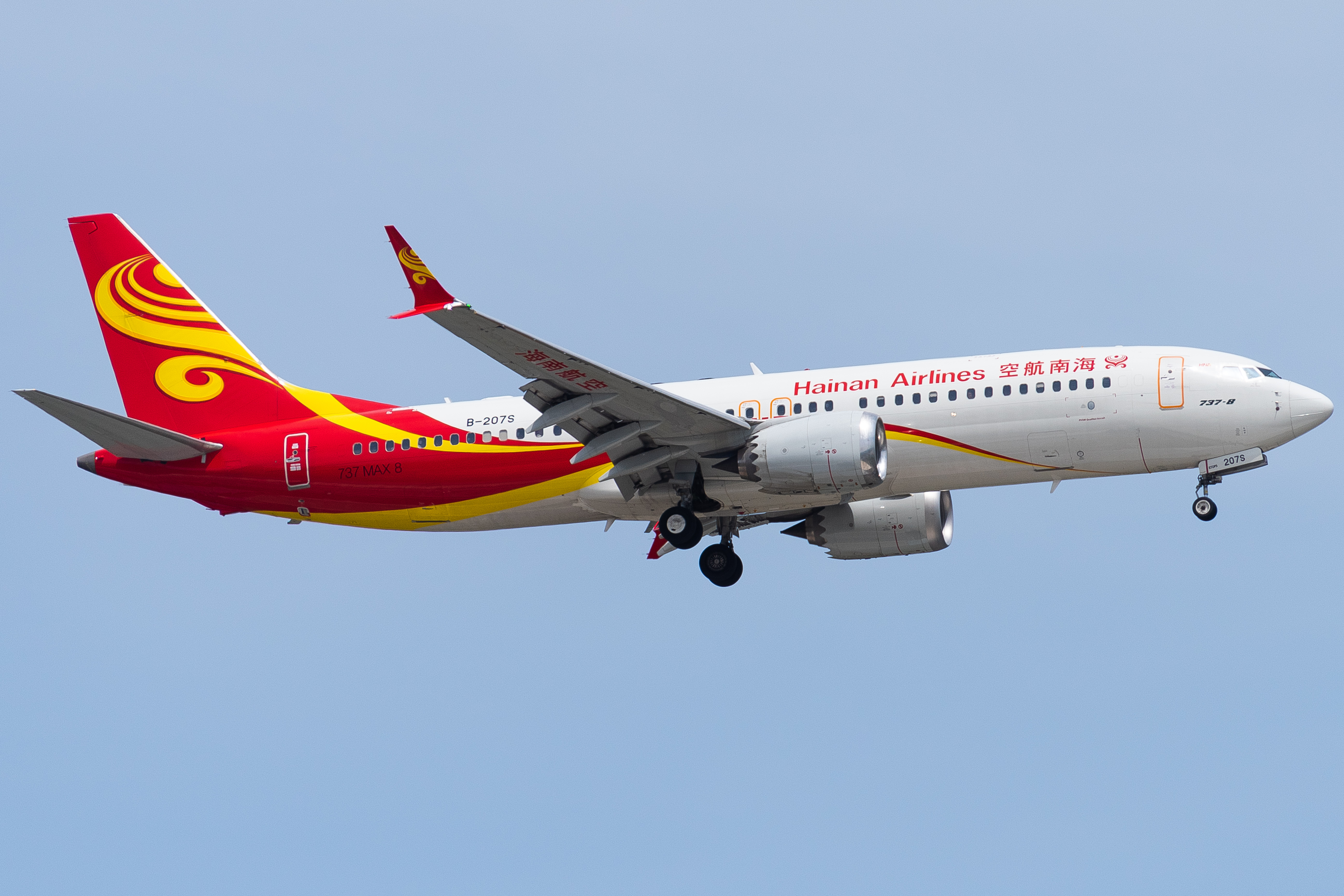
ボーイング737-8 MAX
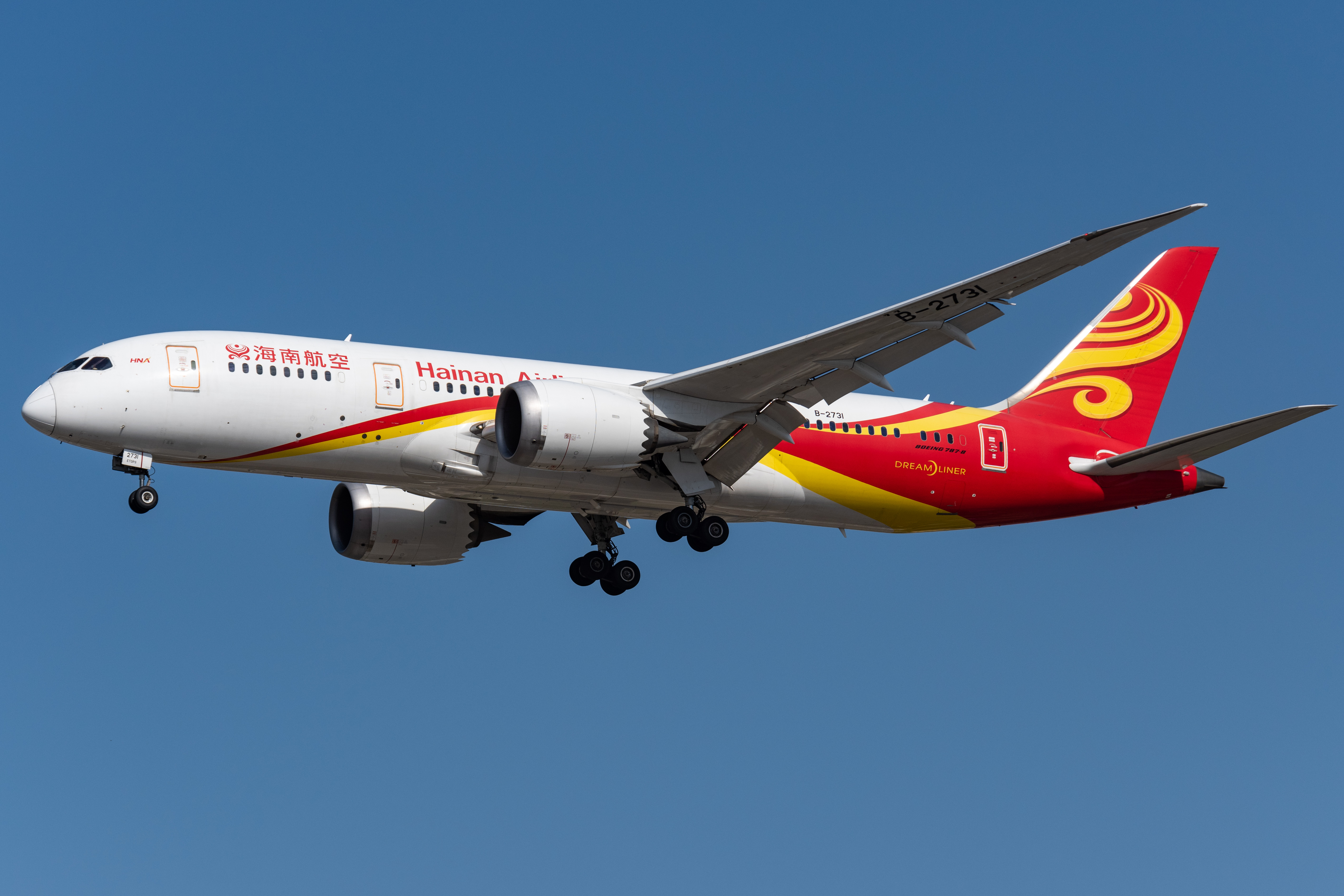
ボーイング787-8
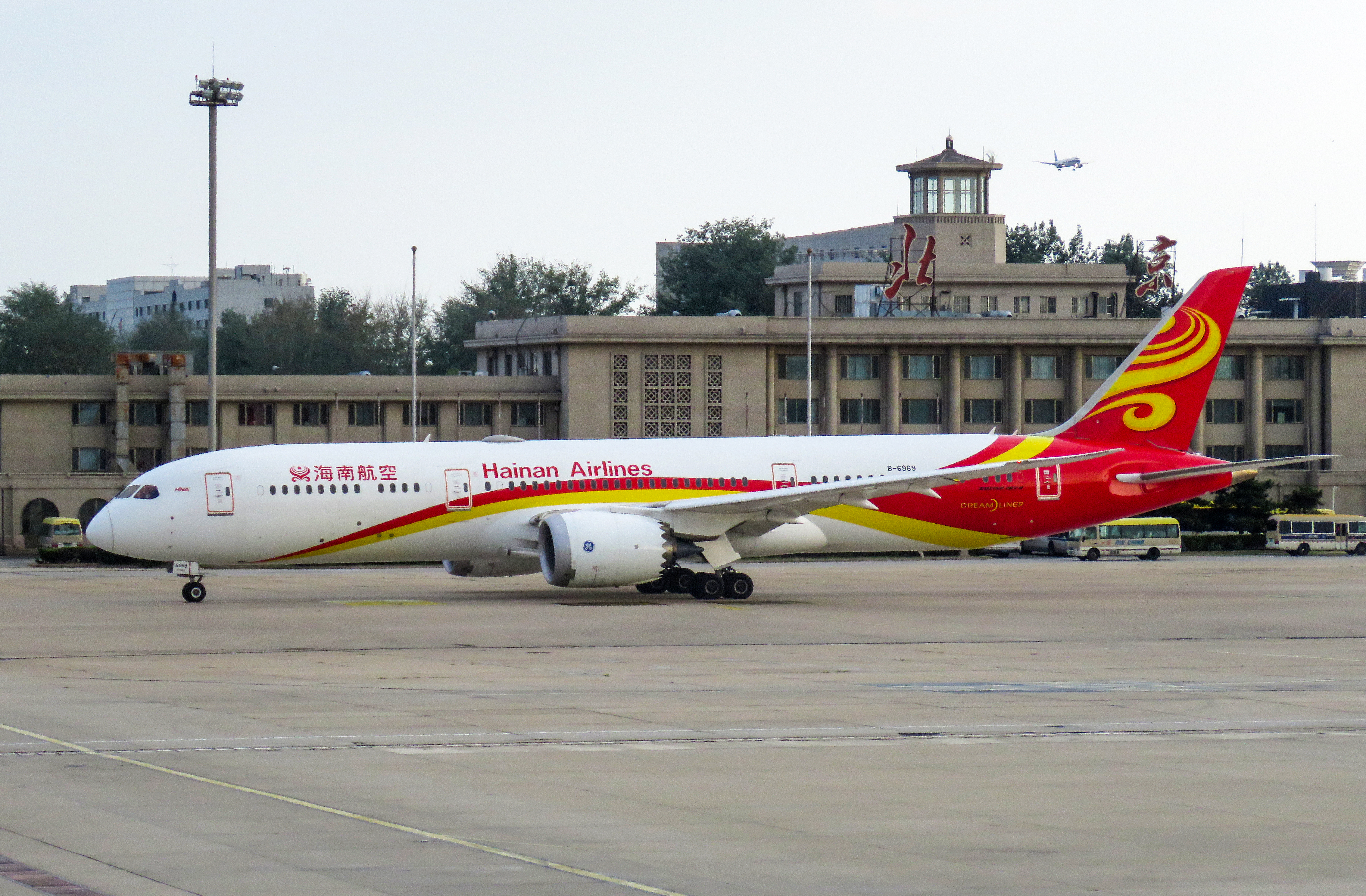
ボーイング787-9

### 退役済機材

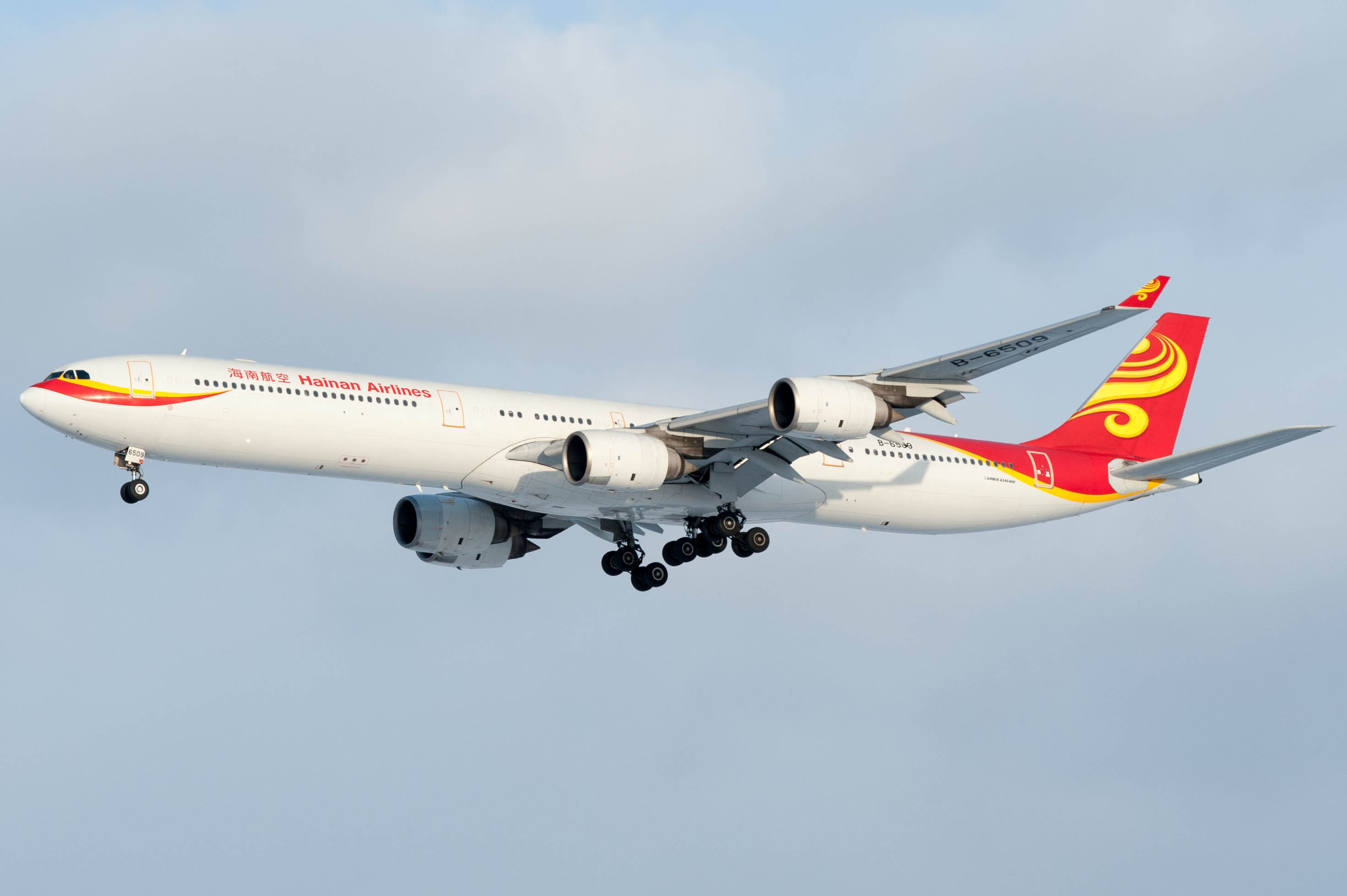
エアバスA319-100
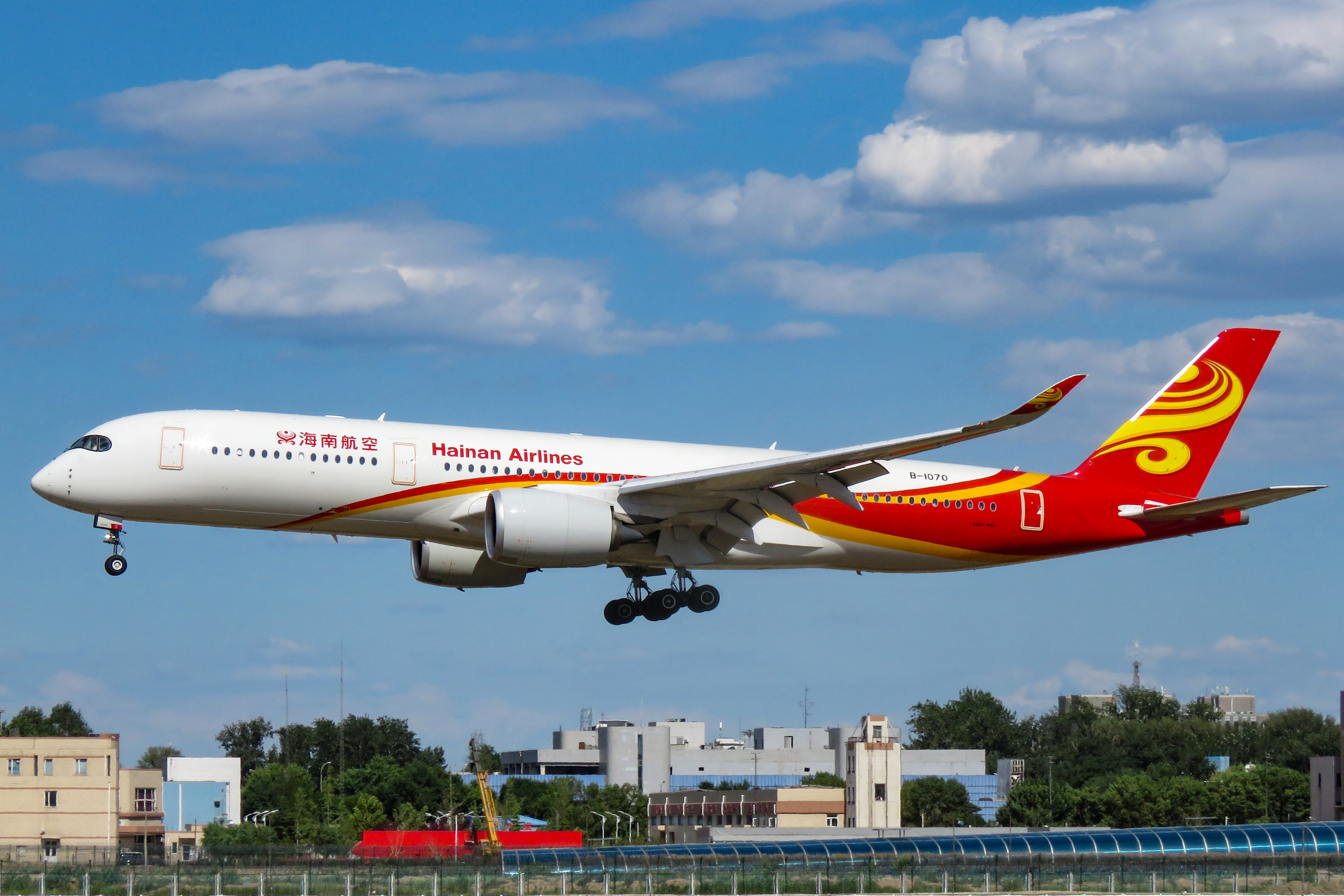
エアバスA340-600
- エアバスA350-900
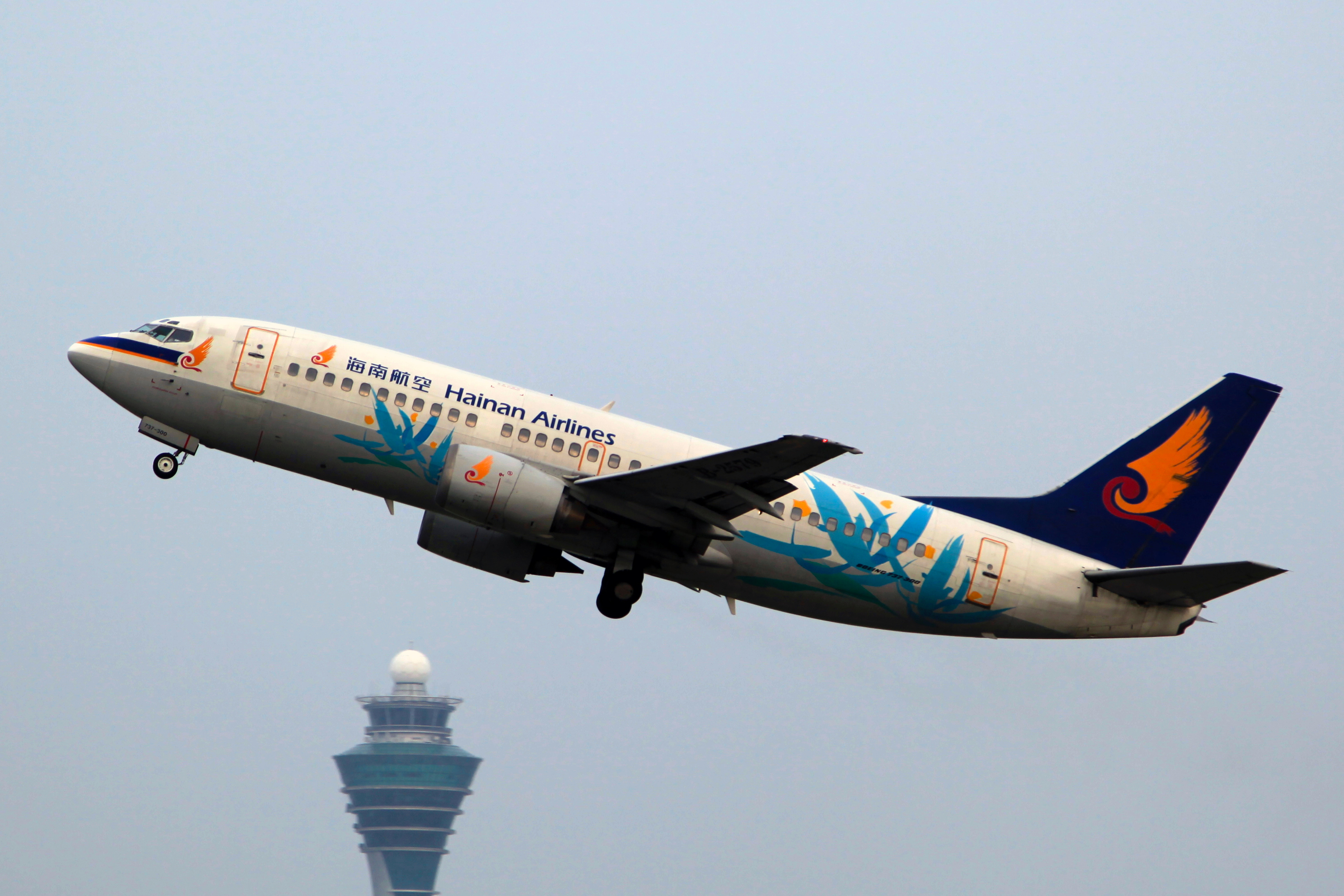
ボーイング737-300/300SF/400
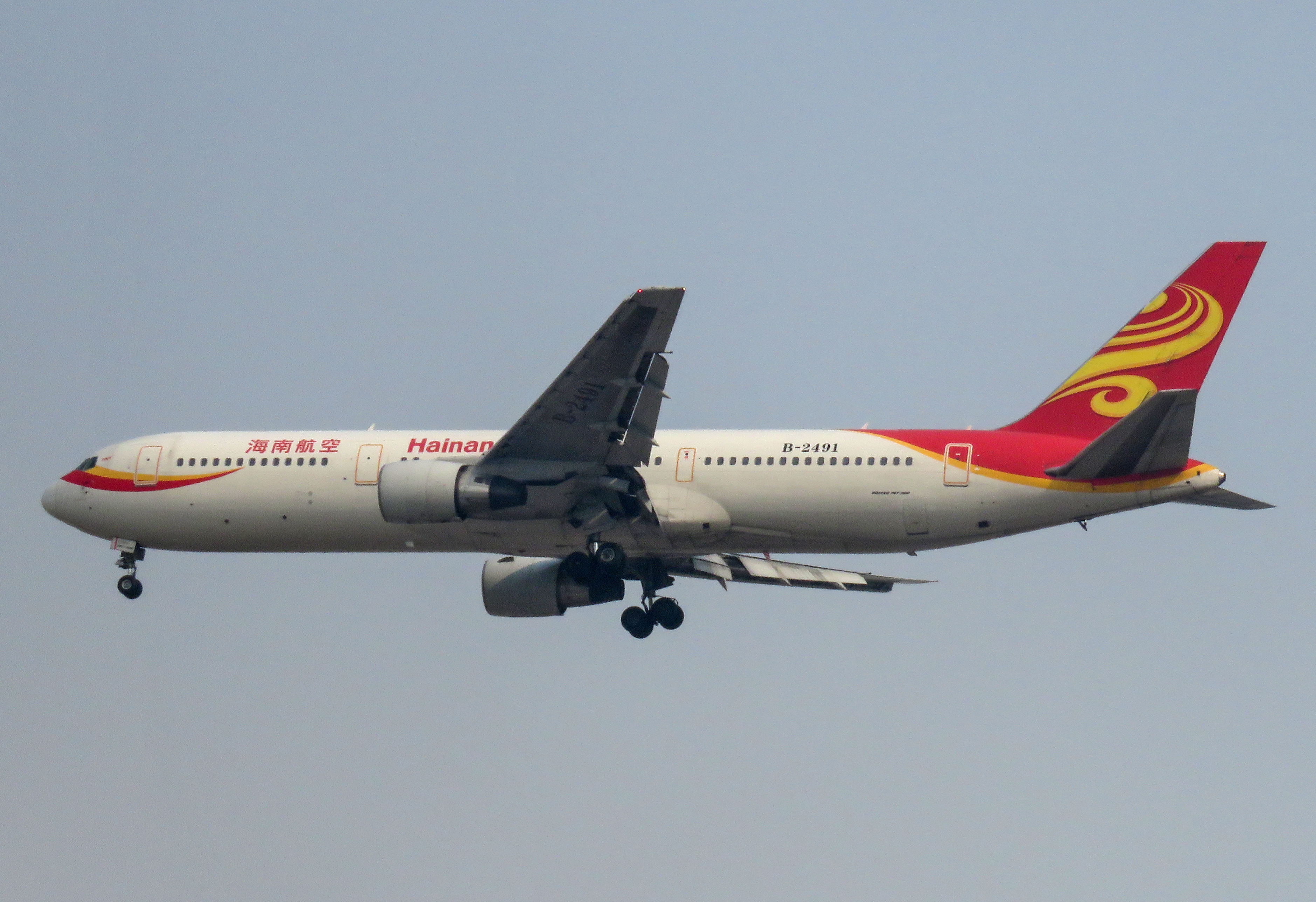
ボーイング737-700
- ボーイング767-300ER
- ドルニエDo-328

- エアバスA340-600
- エアバスA350-900
- ボーイング737-300
- ボーイング767-300ER

## サービス
スカイトラックス社より、中国の航空会社では、初めてとなる「5つ星」としてランクされた。

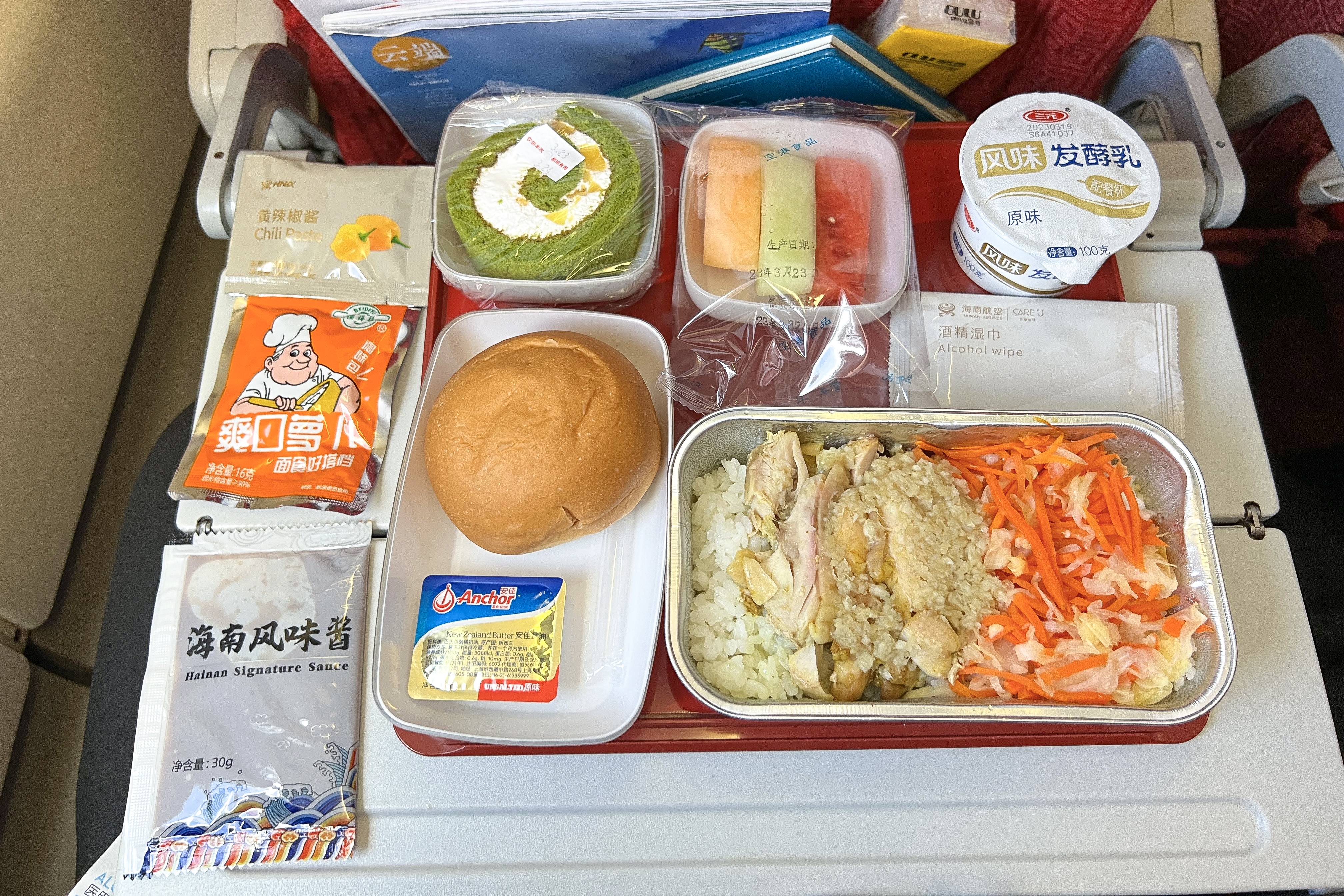
国内線エコノミークラス 機内食（昼食、北京発）
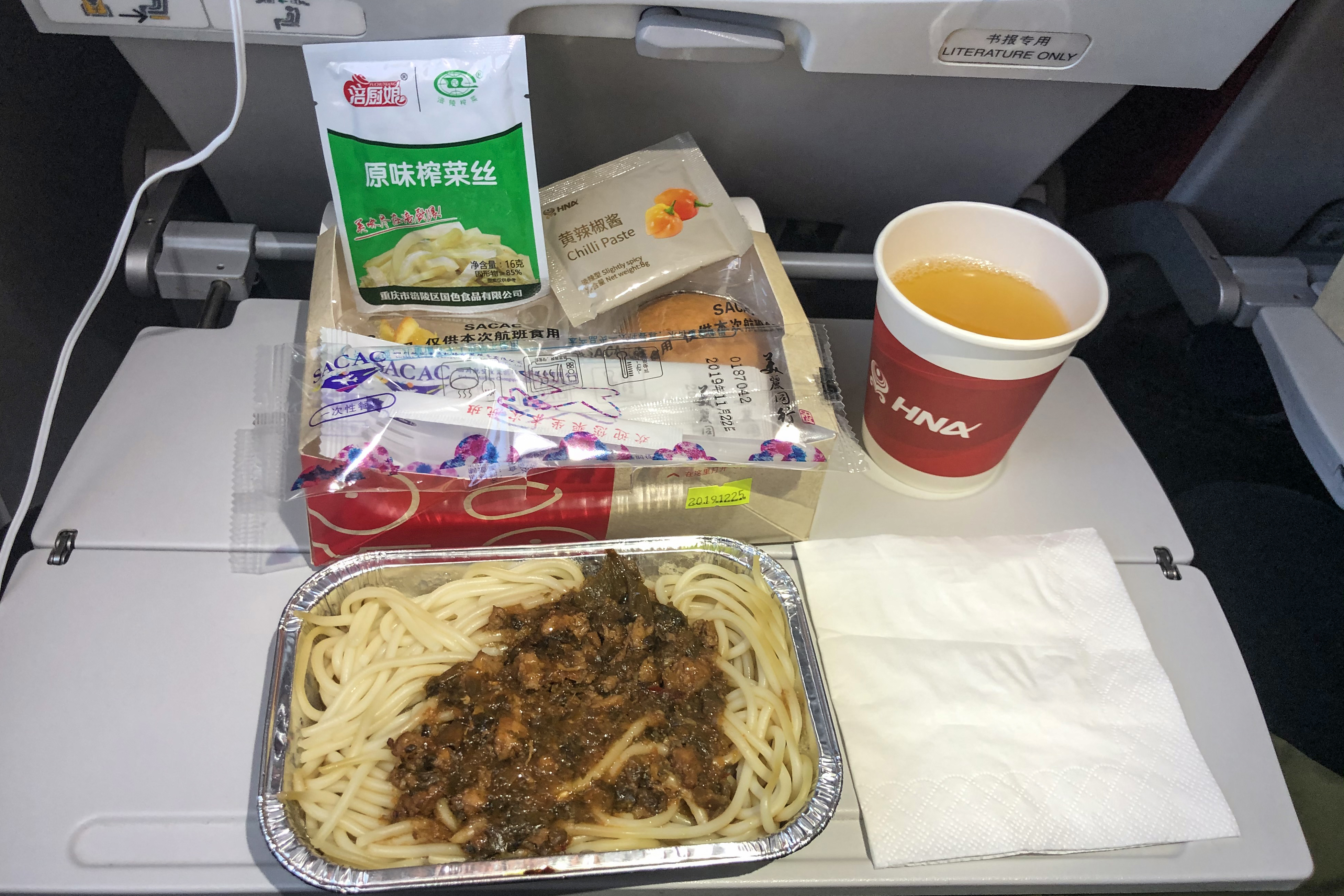
国内線エコノミークラス 機内食（ブランチ、重慶発）
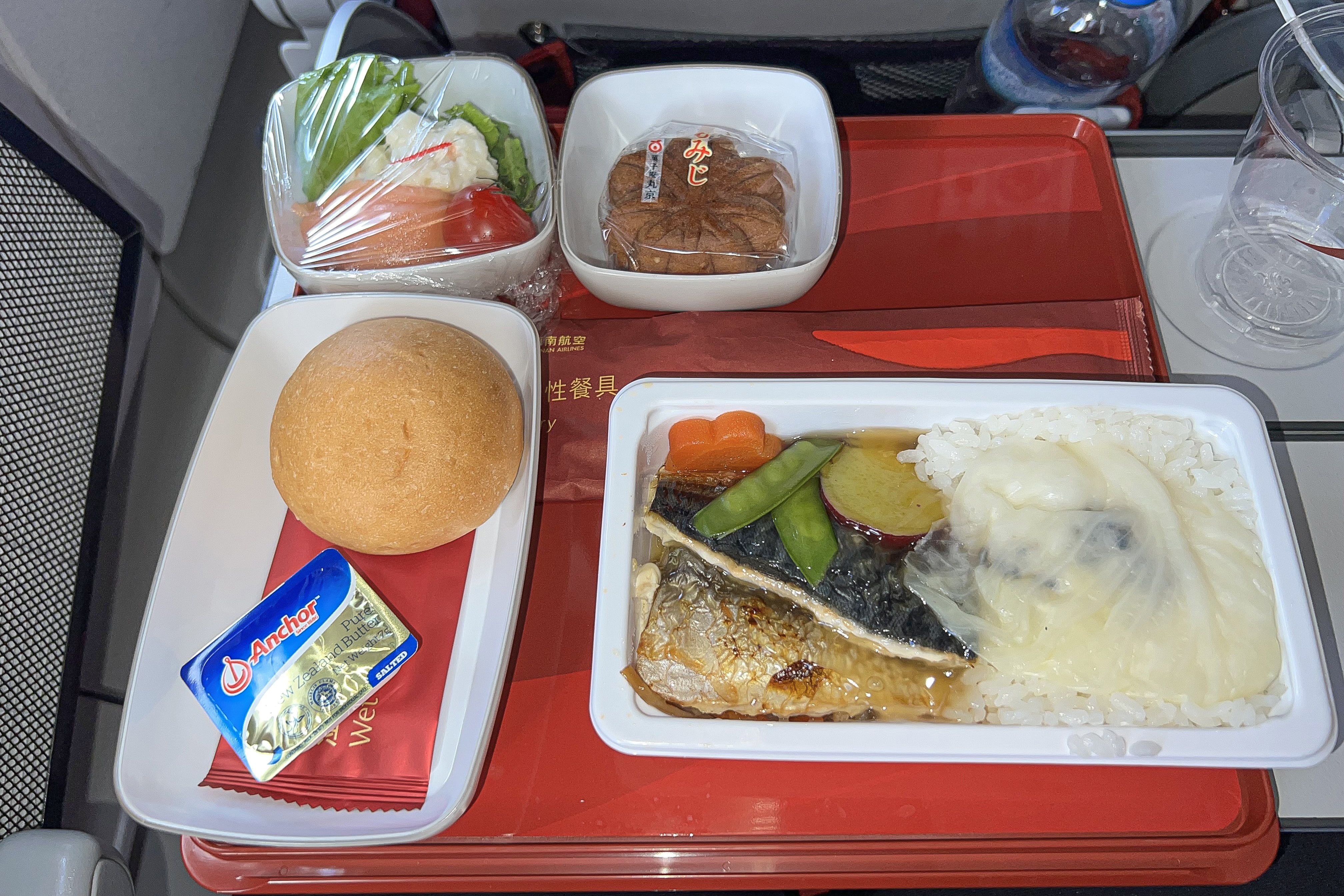
国際線エコノミークラス 機内食（昼食、成田発）

### 金鵬倶楽部
海南航空グループの大新華航空、祥鵬航空、天津航空、西部航空、香港航空と共通のマイレージ・プログラムである。
- 相互提携航空会社
  - アラスカ航空
  - エティハド航空

## 就航路線
| 中国国内 | 中国国内                                                          |
| --- | ----------------------------------------------------------------- |
| 北京/首都、上海/浦東、上海/虹橋、海口 、呼和浩特 、成都/天府、グルジャ、カシュガル、広州、杭州、 重慶/江北、ウルムチ、厦門、西安、武漢、大連、福州、深圳、ハルビン、蘭州、南寧、貴陽 、西寧、銀川、昆明、長沙、温州、閬中、三亜、南京、厦門、南昌、鶏西、満州里、宜昌、楡林、烏海、東営、張掖、瓊海、ホーリンゴル、岳陽、玉林、太原、寧波、済南、桂林、安慶、石家荘、泉州、汕頭、柳州、臨沂、九江、恵州、衡陽、合肥、邵陽、沙市、鄭州、長春、コルラ、漢中、青島、宜春市、瀋陽、邯鄲、天津、珠海、徐州、日照、石河子、唐山、南陽、クチャ、営口、黄岩、連雲港 |                                                                   |
| 国際線 |                                                                   |
| アジア |                                                                   |
| 日本 | 東京/羽田、東京/成田、大阪/関西、札幌/新千歳                      |
| 韓国 | ソウル/仁川                                                       |
| 台湾 | 台北/桃園                                                         |
| 香港 | 香港                                                              |
| マカオ | マカオ                                                            |
| タイ | バンコク/スワンナプーム、プーケット                               |
| シンガポール | シンガポール                                                      |
| マレーシア | クアラルンプール                                                  |
| ラオス | ヴィエンチャン                                                    |
| 北米・中米 |                                                                   |
| アメリカ合衆国 | ボストン、シアトル                                                |
| カナダ | バンクーバー、トロント                                            |
| メキシコ | メキシコシティ、ティファナ                                        |
| ヨーロッパ |                                                                   |
| イギリス | マンチェスター、ロンドン/ヒースロー、エドモントン                 |
| アイルランド | ダブリン                                                          |
| ベルギー | ブリュッセル                                                      |
| ロシア | イルクーツク、モスクワ/シェレメーチエヴォ、サンクトペテルブルク、 |
| セルビア | ベオグラード                                                      |
| ノルウェー | オスロ                                                            |
| チェコ | プラハ                                                            |
| ドイツ | ベルリン/ブランデンブルク                                         |
| フランス | パリ/シャルル・ド・ゴール                                         |
| イタリア | ローマ、ミラノ                                                    |
| スペイン | マドリード                                                        |
| ハンガリー | ブダペスト                                                        |
| オーストリア | ウィーン                                                          |
| 中東 |                                                                   |
| イスラエル | テルアビブ                                                        |
| サウジアラビア | ジェッダ                                                          |
| アラブ首長国連邦 | ドバイ、アブダビ(2025年10月19日より運航再開予定)                  |
| オセアニア |                                                                   |
| オーストラリア | シドニー、メルボルン                                              |
| ニュージーランド | オークランド                                                      |
| アフリカ |                                                                   |
| エジプト | カイロ                                                            |